# Sabina Hilda Condori Calle

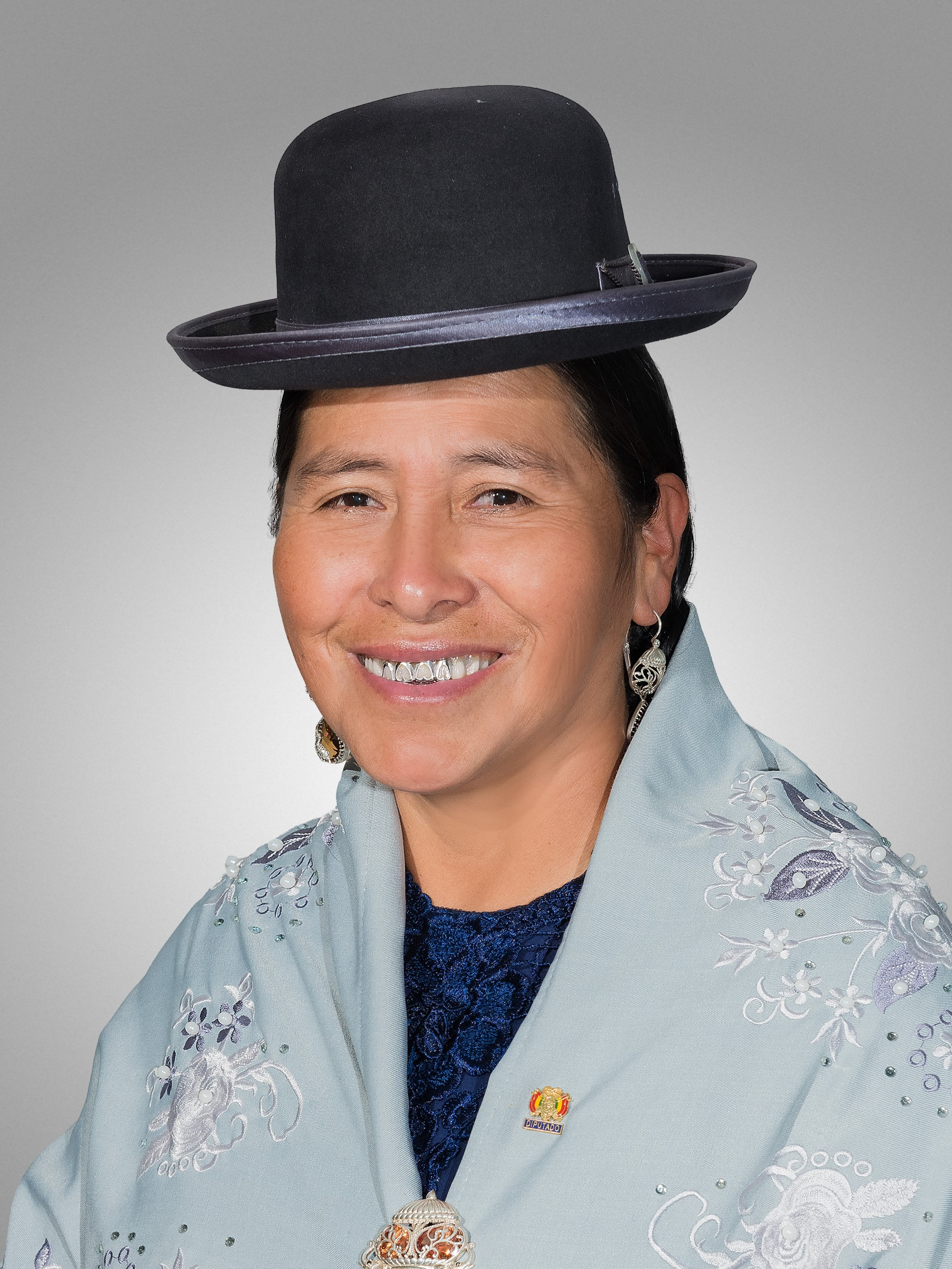
Sabina Hilda Condori Calle (2020)

Sabina Hilda Condori Calle (* 27. November 1967) ist eine bolivianische Politikerin des MAS-IPSP, die seit 2020 Mitglied des Abgeordnetenhauses von Bolivien ist.

## Leben
Sabina Hilda Condori Calle wurde bei der Parlamentswahl am 18. Oktober 2020 für den MAS im Wahlkreis C-12 im Departamento La Paz zum Mitglied des Abgeordnetenhauses von Bolivien gewählt, des Unterhauses der Plurinationalen Legislativen Versammlung Boliviens. Ihr Stellvertreter wurde Sandro Deciderio Ramírez Ríos.
Mit Stand 2024 ist Sabina Condori Mitglied des Ausschusses für plurale Wirtschaft, Produktion und Industrie und des Unterausschusses für Bergbau und Metallurgie.